# Молдованського тема
Те́ма Молдованського — тема в шаховій композиції. Суть теми — як мінімум двічі проходить послідовне перекриття фігури іншими фігурами цього ж кольору по одній і тій же лінії дії цієї фігури.

## Історія
У 1950 році Український спортивний комітет проводив конкурс складання шахових задач. Переможцем у цьому конкурсі стала задача Аркадія Борисовича Молдованського. В одному варіанті двічі пройшло перекриття чорної лінійної фігури своїми ж чорними фігурами. На цей конкурс поступила й інша задача, де ідея проходить у двох варіантах, але через дефект не була відмічена.
А в журналі "Проблемист юга" № 5-6 1997 р була опублікована на російській мові стаття під назвою —"Тема Молдованского". Автр статті, Анатолій Василенко запропонував цій ідеї дати назву — тема Молдованського.
Тема може бути виражена в задачах, як на прямий мат, так і в кооперативному жанрі, із завданням мату у три і більше ходів.
|   | a | b | c | d | e | f | g | h |   |
| 8 | b8 чорний слон · a7 чорна тура · b7 чорна тура · d7 чорний пішак · g7 білий ферзь · h7 чорний слон · a6 білий пішак · b6 чорний пішак · e6 біла тура · b5 білий король · d5 чорний король · f5 чорний пішак · d4 білий пішак · e4 біла тура · c1 білий слон | b8 чорний слон · a7 чорна тура · b7 чорна тура · d7 чорний пішак · g7 білий ферзь · h7 чорний слон · a6 білий пішак · b6 чорний пішак · e6 біла тура · b5 білий король · d5 чорний король · f5 чорний пішак · d4 білий пішак · e4 біла тура · c1 білий слон | b8 чорний слон · a7 чорна тура · b7 чорна тура · d7 чорний пішак · g7 білий ферзь · h7 чорний слон · a6 білий пішак · b6 чорний пішак · e6 біла тура · b5 білий король · d5 чорний король · f5 чорний пішак · d4 білий пішак · e4 біла тура · c1 білий слон | b8 чорний слон · a7 чорна тура · b7 чорна тура · d7 чорний пішак · g7 білий ферзь · h7 чорний слон · a6 білий пішак · b6 чорний пішак · e6 біла тура · b5 білий король · d5 чорний король · f5 чорний пішак · d4 білий пішак · e4 біла тура · c1 білий слон | b8 чорний слон · a7 чорна тура · b7 чорна тура · d7 чорний пішак · g7 білий ферзь · h7 чорний слон · a6 білий пішак · b6 чорний пішак · e6 біла тура · b5 білий король · d5 чорний король · f5 чорний пішак · d4 білий пішак · e4 біла тура · c1 білий слон | b8 чорний слон · a7 чорна тура · b7 чорна тура · d7 чорний пішак · g7 білий ферзь · h7 чорний слон · a6 білий пішак · b6 чорний пішак · e6 біла тура · b5 білий король · d5 чорний король · f5 чорний пішак · d4 білий пішак · e4 біла тура · c1 білий слон | b8 чорний слон · a7 чорна тура · b7 чорна тура · d7 чорний пішак · g7 білий ферзь · h7 чорний слон · a6 білий пішак · b6 чорний пішак · e6 біла тура · b5 білий король · d5 чорний король · f5 чорний пішак · d4 білий пішак · e4 біла тура · c1 білий слон | b8 чорний слон · a7 чорна тура · b7 чорна тура · d7 чорний пішак · g7 білий ферзь · h7 чорний слон · a6 білий пішак · b6 чорний пішак · e6 біла тура · b5 білий король · d5 чорний король · f5 чорний пішак · d4 білий пішак · e4 біла тура · c1 білий слон | 8 |
| 7 | b8 чорний слон · a7 чорна тура · b7 чорна тура · d7 чорний пішак · g7 білий ферзь · h7 чорний слон · a6 білий пішак · b6 чорний пішак · e6 біла тура · b5 білий король · d5 чорний король · f5 чорний пішак · d4 білий пішак · e4 біла тура · c1 білий слон | b8 чорний слон · a7 чорна тура · b7 чорна тура · d7 чорний пішак · g7 білий ферзь · h7 чорний слон · a6 білий пішак · b6 чорний пішак · e6 біла тура · b5 білий король · d5 чорний король · f5 чорний пішак · d4 білий пішак · e4 біла тура · c1 білий слон | b8 чорний слон · a7 чорна тура · b7 чорна тура · d7 чорний пішак · g7 білий ферзь · h7 чорний слон · a6 білий пішак · b6 чорний пішак · e6 біла тура · b5 білий король · d5 чорний король · f5 чорний пішак · d4 білий пішак · e4 біла тура · c1 білий слон | b8 чорний слон · a7 чорна тура · b7 чорна тура · d7 чорний пішак · g7 білий ферзь · h7 чорний слон · a6 білий пішак · b6 чорний пішак · e6 біла тура · b5 білий король · d5 чорний король · f5 чорний пішак · d4 білий пішак · e4 біла тура · c1 білий слон | b8 чорний слон · a7 чорна тура · b7 чорна тура · d7 чорний пішак · g7 білий ферзь · h7 чорний слон · a6 білий пішак · b6 чорний пішак · e6 біла тура · b5 білий король · d5 чорний король · f5 чорний пішак · d4 білий пішак · e4 біла тура · c1 білий слон | b8 чорний слон · a7 чорна тура · b7 чорна тура · d7 чорний пішак · g7 білий ферзь · h7 чорний слон · a6 білий пішак · b6 чорний пішак · e6 біла тура · b5 білий король · d5 чорний король · f5 чорний пішак · d4 білий пішак · e4 біла тура · c1 білий слон | b8 чорний слон · a7 чорна тура · b7 чорна тура · d7 чорний пішак · g7 білий ферзь · h7 чорний слон · a6 білий пішак · b6 чорний пішак · e6 біла тура · b5 білий король · d5 чорний король · f5 чорний пішак · d4 білий пішак · e4 біла тура · c1 білий слон | b8 чорний слон · a7 чорна тура · b7 чорна тура · d7 чорний пішак · g7 білий ферзь · h7 чорний слон · a6 білий пішак · b6 чорний пішак · e6 біла тура · b5 білий король · d5 чорний король · f5 чорний пішак · d4 білий пішак · e4 біла тура · c1 білий слон | 7 |
| 6 | b8 чорний слон · a7 чорна тура · b7 чорна тура · d7 чорний пішак · g7 білий ферзь · h7 чорний слон · a6 білий пішак · b6 чорний пішак · e6 біла тура · b5 білий король · d5 чорний король · f5 чорний пішак · d4 білий пішак · e4 біла тура · c1 білий слон | b8 чорний слон · a7 чорна тура · b7 чорна тура · d7 чорний пішак · g7 білий ферзь · h7 чорний слон · a6 білий пішак · b6 чорний пішак · e6 біла тура · b5 білий король · d5 чорний король · f5 чорний пішак · d4 білий пішак · e4 біла тура · c1 білий слон | b8 чорний слон · a7 чорна тура · b7 чорна тура · d7 чорний пішак · g7 білий ферзь · h7 чорний слон · a6 білий пішак · b6 чорний пішак · e6 біла тура · b5 білий король · d5 чорний король · f5 чорний пішак · d4 білий пішак · e4 біла тура · c1 білий слон | b8 чорний слон · a7 чорна тура · b7 чорна тура · d7 чорний пішак · g7 білий ферзь · h7 чорний слон · a6 білий пішак · b6 чорний пішак · e6 біла тура · b5 білий король · d5 чорний король · f5 чорний пішак · d4 білий пішак · e4 біла тура · c1 білий слон | b8 чорний слон · a7 чорна тура · b7 чорна тура · d7 чорний пішак · g7 білий ферзь · h7 чорний слон · a6 білий пішак · b6 чорний пішак · e6 біла тура · b5 білий король · d5 чорний король · f5 чорний пішак · d4 білий пішак · e4 біла тура · c1 білий слон | b8 чорний слон · a7 чорна тура · b7 чорна тура · d7 чорний пішак · g7 білий ферзь · h7 чорний слон · a6 білий пішак · b6 чорний пішак · e6 біла тура · b5 білий король · d5 чорний король · f5 чорний пішак · d4 білий пішак · e4 біла тура · c1 білий слон | b8 чорний слон · a7 чорна тура · b7 чорна тура · d7 чорний пішак · g7 білий ферзь · h7 чорний слон · a6 білий пішак · b6 чорний пішак · e6 біла тура · b5 білий король · d5 чорний король · f5 чорний пішак · d4 білий пішак · e4 біла тура · c1 білий слон | b8 чорний слон · a7 чорна тура · b7 чорна тура · d7 чорний пішак · g7 білий ферзь · h7 чорний слон · a6 білий пішак · b6 чорний пішак · e6 біла тура · b5 білий король · d5 чорний король · f5 чорний пішак · d4 білий пішак · e4 біла тура · c1 білий слон | 6 |
| 5 | b8 чорний слон · a7 чорна тура · b7 чорна тура · d7 чорний пішак · g7 білий ферзь · h7 чорний слон · a6 білий пішак · b6 чорний пішак · e6 біла тура · b5 білий король · d5 чорний король · f5 чорний пішак · d4 білий пішак · e4 біла тура · c1 білий слон | b8 чорний слон · a7 чорна тура · b7 чорна тура · d7 чорний пішак · g7 білий ферзь · h7 чорний слон · a6 білий пішак · b6 чорний пішак · e6 біла тура · b5 білий король · d5 чорний король · f5 чорний пішак · d4 білий пішак · e4 біла тура · c1 білий слон | b8 чорний слон · a7 чорна тура · b7 чорна тура · d7 чорний пішак · g7 білий ферзь · h7 чорний слон · a6 білий пішак · b6 чорний пішак · e6 біла тура · b5 білий король · d5 чорний король · f5 чорний пішак · d4 білий пішак · e4 біла тура · c1 білий слон | b8 чорний слон · a7 чорна тура · b7 чорна тура · d7 чорний пішак · g7 білий ферзь · h7 чорний слон · a6 білий пішак · b6 чорний пішак · e6 біла тура · b5 білий король · d5 чорний король · f5 чорний пішак · d4 білий пішак · e4 біла тура · c1 білий слон | b8 чорний слон · a7 чорна тура · b7 чорна тура · d7 чорний пішак · g7 білий ферзь · h7 чорний слон · a6 білий пішак · b6 чорний пішак · e6 біла тура · b5 білий король · d5 чорний король · f5 чорний пішак · d4 білий пішак · e4 біла тура · c1 білий слон | b8 чорний слон · a7 чорна тура · b7 чорна тура · d7 чорний пішак · g7 білий ферзь · h7 чорний слон · a6 білий пішак · b6 чорний пішак · e6 біла тура · b5 білий король · d5 чорний король · f5 чорний пішак · d4 білий пішак · e4 біла тура · c1 білий слон | b8 чорний слон · a7 чорна тура · b7 чорна тура · d7 чорний пішак · g7 білий ферзь · h7 чорний слон · a6 білий пішак · b6 чорний пішак · e6 біла тура · b5 білий король · d5 чорний король · f5 чорний пішак · d4 білий пішак · e4 біла тура · c1 білий слон | b8 чорний слон · a7 чорна тура · b7 чорна тура · d7 чорний пішак · g7 білий ферзь · h7 чорний слон · a6 білий пішак · b6 чорний пішак · e6 біла тура · b5 білий король · d5 чорний король · f5 чорний пішак · d4 білий пішак · e4 біла тура · c1 білий слон | 5 |
| 4 | b8 чорний слон · a7 чорна тура · b7 чорна тура · d7 чорний пішак · g7 білий ферзь · h7 чорний слон · a6 білий пішак · b6 чорний пішак · e6 біла тура · b5 білий король · d5 чорний король · f5 чорний пішак · d4 білий пішак · e4 біла тура · c1 білий слон | b8 чорний слон · a7 чорна тура · b7 чорна тура · d7 чорний пішак · g7 білий ферзь · h7 чорний слон · a6 білий пішак · b6 чорний пішак · e6 біла тура · b5 білий король · d5 чорний король · f5 чорний пішак · d4 білий пішак · e4 біла тура · c1 білий слон | b8 чорний слон · a7 чорна тура · b7 чорна тура · d7 чорний пішак · g7 білий ферзь · h7 чорний слон · a6 білий пішак · b6 чорний пішак · e6 біла тура · b5 білий король · d5 чорний король · f5 чорний пішак · d4 білий пішак · e4 біла тура · c1 білий слон | b8 чорний слон · a7 чорна тура · b7 чорна тура · d7 чорний пішак · g7 білий ферзь · h7 чорний слон · a6 білий пішак · b6 чорний пішак · e6 біла тура · b5 білий король · d5 чорний король · f5 чорний пішак · d4 білий пішак · e4 біла тура · c1 білий слон | b8 чорний слон · a7 чорна тура · b7 чорна тура · d7 чорний пішак · g7 білий ферзь · h7 чорний слон · a6 білий пішак · b6 чорний пішак · e6 біла тура · b5 білий король · d5 чорний король · f5 чорний пішак · d4 білий пішак · e4 біла тура · c1 білий слон | b8 чорний слон · a7 чорна тура · b7 чорна тура · d7 чорний пішак · g7 білий ферзь · h7 чорний слон · a6 білий пішак · b6 чорний пішак · e6 біла тура · b5 білий король · d5 чорний король · f5 чорний пішак · d4 білий пішак · e4 біла тура · c1 білий слон | b8 чорний слон · a7 чорна тура · b7 чорна тура · d7 чорний пішак · g7 білий ферзь · h7 чорний слон · a6 білий пішак · b6 чорний пішак · e6 біла тура · b5 білий король · d5 чорний король · f5 чорний пішак · d4 білий пішак · e4 біла тура · c1 білий слон | b8 чорний слон · a7 чорна тура · b7 чорна тура · d7 чорний пішак · g7 білий ферзь · h7 чорний слон · a6 білий пішак · b6 чорний пішак · e6 біла тура · b5 білий король · d5 чорний король · f5 чорний пішак · d4 білий пішак · e4 біла тура · c1 білий слон | 4 |
| 3 | b8 чорний слон · a7 чорна тура · b7 чорна тура · d7 чорний пішак · g7 білий ферзь · h7 чорний слон · a6 білий пішак · b6 чорний пішак · e6 біла тура · b5 білий король · d5 чорний король · f5 чорний пішак · d4 білий пішак · e4 біла тура · c1 білий слон | b8 чорний слон · a7 чорна тура · b7 чорна тура · d7 чорний пішак · g7 білий ферзь · h7 чорний слон · a6 білий пішак · b6 чорний пішак · e6 біла тура · b5 білий король · d5 чорний король · f5 чорний пішак · d4 білий пішак · e4 біла тура · c1 білий слон | b8 чорний слон · a7 чорна тура · b7 чорна тура · d7 чорний пішак · g7 білий ферзь · h7 чорний слон · a6 білий пішак · b6 чорний пішак · e6 біла тура · b5 білий король · d5 чорний король · f5 чорний пішак · d4 білий пішак · e4 біла тура · c1 білий слон | b8 чорний слон · a7 чорна тура · b7 чорна тура · d7 чорний пішак · g7 білий ферзь · h7 чорний слон · a6 білий пішак · b6 чорний пішак · e6 біла тура · b5 білий король · d5 чорний король · f5 чорний пішак · d4 білий пішак · e4 біла тура · c1 білий слон | b8 чорний слон · a7 чорна тура · b7 чорна тура · d7 чорний пішак · g7 білий ферзь · h7 чорний слон · a6 білий пішак · b6 чорний пішак · e6 біла тура · b5 білий король · d5 чорний король · f5 чорний пішак · d4 білий пішак · e4 біла тура · c1 білий слон | b8 чорний слон · a7 чорна тура · b7 чорна тура · d7 чорний пішак · g7 білий ферзь · h7 чорний слон · a6 білий пішак · b6 чорний пішак · e6 біла тура · b5 білий король · d5 чорний король · f5 чорний пішак · d4 білий пішак · e4 біла тура · c1 білий слон | b8 чорний слон · a7 чорна тура · b7 чорна тура · d7 чорний пішак · g7 білий ферзь · h7 чорний слон · a6 білий пішак · b6 чорний пішак · e6 біла тура · b5 білий король · d5 чорний король · f5 чорний пішак · d4 білий пішак · e4 біла тура · c1 білий слон | b8 чорний слон · a7 чорна тура · b7 чорна тура · d7 чорний пішак · g7 білий ферзь · h7 чорний слон · a6 білий пішак · b6 чорний пішак · e6 біла тура · b5 білий король · d5 чорний король · f5 чорний пішак · d4 білий пішак · e4 біла тура · c1 білий слон | 3 |
| 2 | b8 чорний слон · a7 чорна тура · b7 чорна тура · d7 чорний пішак · g7 білий ферзь · h7 чорний слон · a6 білий пішак · b6 чорний пішак · e6 біла тура · b5 білий король · d5 чорний король · f5 чорний пішак · d4 білий пішак · e4 біла тура · c1 білий слон | b8 чорний слон · a7 чорна тура · b7 чорна тура · d7 чорний пішак · g7 білий ферзь · h7 чорний слон · a6 білий пішак · b6 чорний пішак · e6 біла тура · b5 білий король · d5 чорний король · f5 чорний пішак · d4 білий пішак · e4 біла тура · c1 білий слон | b8 чорний слон · a7 чорна тура · b7 чорна тура · d7 чорний пішак · g7 білий ферзь · h7 чорний слон · a6 білий пішак · b6 чорний пішак · e6 біла тура · b5 білий король · d5 чорний король · f5 чорний пішак · d4 білий пішак · e4 біла тура · c1 білий слон | b8 чорний слон · a7 чорна тура · b7 чорна тура · d7 чорний пішак · g7 білий ферзь · h7 чорний слон · a6 білий пішак · b6 чорний пішак · e6 біла тура · b5 білий король · d5 чорний король · f5 чорний пішак · d4 білий пішак · e4 біла тура · c1 білий слон | b8 чорний слон · a7 чорна тура · b7 чорна тура · d7 чорний пішак · g7 білий ферзь · h7 чорний слон · a6 білий пішак · b6 чорний пішак · e6 біла тура · b5 білий король · d5 чорний король · f5 чорний пішак · d4 білий пішак · e4 біла тура · c1 білий слон | b8 чорний слон · a7 чорна тура · b7 чорна тура · d7 чорний пішак · g7 білий ферзь · h7 чорний слон · a6 білий пішак · b6 чорний пішак · e6 біла тура · b5 білий король · d5 чорний король · f5 чорний пішак · d4 білий пішак · e4 біла тура · c1 білий слон | b8 чорний слон · a7 чорна тура · b7 чорна тура · d7 чорний пішак · g7 білий ферзь · h7 чорний слон · a6 білий пішак · b6 чорний пішак · e6 біла тура · b5 білий король · d5 чорний король · f5 чорний пішак · d4 білий пішак · e4 біла тура · c1 білий слон | b8 чорний слон · a7 чорна тура · b7 чорна тура · d7 чорний пішак · g7 білий ферзь · h7 чорний слон · a6 білий пішак · b6 чорний пішак · e6 біла тура · b5 білий король · d5 чорний король · f5 чорний пішак · d4 білий пішак · e4 біла тура · c1 білий слон | 2 |
| 1 | b8 чорний слон · a7 чорна тура · b7 чорна тура · d7 чорний пішак · g7 білий ферзь · h7 чорний слон · a6 білий пішак · b6 чорний пішак · e6 біла тура · b5 білий король · d5 чорний король · f5 чорний пішак · d4 білий пішак · e4 біла тура · c1 білий слон | b8 чорний слон · a7 чорна тура · b7 чорна тура · d7 чорний пішак · g7 білий ферзь · h7 чорний слон · a6 білий пішак · b6 чорний пішак · e6 біла тура · b5 білий король · d5 чорний король · f5 чорний пішак · d4 білий пішак · e4 біла тура · c1 білий слон | b8 чорний слон · a7 чорна тура · b7 чорна тура · d7 чорний пішак · g7 білий ферзь · h7 чорний слон · a6 білий пішак · b6 чорний пішак · e6 біла тура · b5 білий король · d5 чорний король · f5 чорний пішак · d4 білий пішак · e4 біла тура · c1 білий слон | b8 чорний слон · a7 чорна тура · b7 чорна тура · d7 чорний пішак · g7 білий ферзь · h7 чорний слон · a6 білий пішак · b6 чорний пішак · e6 біла тура · b5 білий король · d5 чорний король · f5 чорний пішак · d4 білий пішак · e4 біла тура · c1 білий слон | b8 чорний слон · a7 чорна тура · b7 чорна тура · d7 чорний пішак · g7 білий ферзь · h7 чорний слон · a6 білий пішак · b6 чорний пішак · e6 біла тура · b5 білий король · d5 чорний король · f5 чорний пішак · d4 білий пішак · e4 біла тура · c1 білий слон | b8 чорний слон · a7 чорна тура · b7 чорна тура · d7 чорний пішак · g7 білий ферзь · h7 чорний слон · a6 білий пішак · b6 чорний пішак · e6 біла тура · b5 білий король · d5 чорний король · f5 чорний пішак · d4 білий пішак · e4 біла тура · c1 білий слон | b8 чорний слон · a7 чорна тура · b7 чорна тура · d7 чорний пішак · g7 білий ферзь · h7 чорний слон · a6 білий пішак · b6 чорний пішак · e6 біла тура · b5 білий король · d5 чорний король · f5 чорний пішак · d4 білий пішак · e4 біла тура · c1 білий слон | b8 чорний слон · a7 чорна тура · b7 чорна тура · d7 чорний пішак · g7 білий ферзь · h7 чорний слон · a6 білий пішак · b6 чорний пішак · e6 біла тура · b5 білий король · d5 чорний король · f5 чорний пішак · d4 білий пішак · e4 біла тура · c1 білий слон | 1 |
|   | a | b | c | d | e | f | g | h |   |

1. Lb2! ~ 2.Te5+
1. ... d6 2. Dg3! Tc7 3.D:d6#
- — - — - — -
1. ... fe 2. Td6+ L:d6 3. Df7#